# Beyond Darkness
Beyond Darkness (Pacto de brujas) è un film del 2003 diretto da Javier Elorrieta.
Questo film non è da confondere con Buio Omega (Beyond The Darkness) del 1979, La casa 5 (Beyond Darkness) del 1990, L'altrove (The Darkness Beyond) del 2000.

## Trama
Una notte durante una seduta spiritica, lo psichiatra Julio Degràs, che lavora per la polizia, riceve uno strano messaggio da un morto. Diverse ore dopo il telefono lo sveglia: viene contattato dal capitano Salanueva, un vecchio amico che necessita di aiuto per la risoluzione di cinque omicidi apparentemente senza spiegazione. Ad essere accusato dei delitti è il giovane di nome Ricardo, che ha ucciso le sue vittime in maniera trucida prima di suicidarsi, e l'unica persona in grado di poter fornire qualche testimonianza è la sua fidanzata Lidia, ritrovata in stato di shock dopo un incidente d'auto. Leggendo il diario dell'assassino, Julio scopre che Ricardo e Lidia si erano recati qualche tempo prima al villaggio di Senilla in una vecchia casa di famiglia legata a un'antica maledizione.

## Distribuzione
- In Spagna è uscito in DVD il 27 agosto 2003 distribuito dalla Columbia Tristar.
- In Italia è uscito in DVD il 9 maggio 2007 col titolo Beyond Darkness, un'altra versione è uscita il 1º marzo 2009 entrambi sono distribuiti dalla Mondo Home Entertainment.